# Заряд (теорія міри)
Зарядом (або знакозмінною мірою) у математиці, зокрема теорії міри називається узагальнення поняття міри множини, що може набувати будь-яких дійсних значень, а не лише невід'ємних чисел.  

## Означення
Загалом у літературі існують різні означення терміна заряд. Одним із поширених і досить загальних є таке:
зарядом називається скінченно адитивна функція множин, визначена на деякій алгебрі множин із значеннями на розширеній дійсній прямій {\displaystyle \mathbb {R} \cup \left\{-\infty ,+\infty \right\}.} Іншими словами для множини {\displaystyle X} і заданої на ній алгебри підмножин {\displaystyle {\mathcal {A}}} функція {\displaystyle \mu :{\mathcal {A}}\to \mathbb {R} \cup \{\infty ,-\infty \}} називається зарядок якщо:
- {\displaystyle \mu (\varnothing )=0,}
- Якщо {\displaystyle A,B\in {\mathcal {A}}} і {\displaystyle A\cap B=\varnothing }, то {\displaystyle \mu (A\cup B)=\mu (A)+\mu (B).}

Оскільки вирази на зразок {\displaystyle \infty -\infty } є невизначеними то заряд для якого {\displaystyle \mu (A)=+\infty ,} а {\displaystyle \mu (X\setminus A)=-\infty } є неприпустимим. Звідси якщо {\displaystyle \mu (A)=+\infty } то і {\displaystyle \mu (X)=+\infty }. Аналогічно якщо {\displaystyle \mu (B)=-\infty ,} то і {\displaystyle \mu (X)=-\infty }. Відповідно заряд може набувати щонайбільше одного із значень {\displaystyle \{\infty ,-\infty \}.} Оскільки для заряду {\displaystyle \mu } функція {\displaystyle -\mu } теж є зарядом основні властивості якого є аналогічним до {\displaystyle \mu } то у визначенні заряду іноді конкретизують, що він може приймати лише значення {\displaystyle +\infty ,} тобто областю значень є множина {\displaystyle (-\infty ,+\infty ].}
Дійсним зарядом називається заряд значеннями якого є лише дійсні числа (тобто заряд жодної множини не є безмежним). Іноді термін заряд використовується лише для дійсних зарядів. Також важливим є поняття обмеженого заряду, тобто заряду для якого {\displaystyle \sup _{A\in {\mathcal {A}}}|\mu (A)|<\infty .} Додатним зарядом називається заряд для якого {\displaystyle \mu (A)\geqslant 0} для всіх {\displaystyle A\in {\mathcal {A}}<\infty .}
Дуже часто в означенні заряду вимагається властивість σ-адитивності. 
Σ-адитивним зарядом називається заряд (у найзагальнішому означенні) для якого додатково виконується умова:
{\displaystyle \mu \left(\bigcup _{n=1}^{\infty }A_{n}\right)=\sum _{n=1}^{\infty }\mu (A_{n})}
для будь-якої послідовності множин {\displaystyle A_{1}}, {\displaystyle A_{2},\ldots ,A_{n},\ldots } для якої {\textstyle \bigcup _{n=1}^{\infty }A_{n}\in {\mathcal {A}}} і {\displaystyle A_{i}\cap A_{j}=\varnothing } для {\displaystyle i\neq j}. Найчастіше у цьому випадку заряд розглядається на σ-алгебрі.

## Приклади
- Нехай {\displaystyle \mu _{1}} і {\displaystyle \mu _{2}} є стандартними мірами на {\displaystyle (X,{\mathcal {A}})} і хоча б одна із цих мір є скінченною. Тоді {\displaystyle \mu =\mu _{1}-\mu _{2}} є σ-адитивним зарядом на {\displaystyle (X,{\mathcal {A}})}. Якщо обидві міри є скінченними, то заряд є обмеженим. Якщо для {\displaystyle \mu _{1}} і {\displaystyle \mu _{2}} вимагати лише скінченну адитивність, то {\displaystyle \mu } буде (скінченно адитивним) зарядом.
- Нехай {\displaystyle X=\mathbb {N} } — множина натуральних чисел і {\displaystyle {\mathcal {A}}} є алгеброю елементами якої є множини, які або самі є скінченними або мають скінченні доповнення. Тоді функція задана як {\displaystyle \mu (A)=} кількості елементів A, якщо A є скінченною і -(кількості елементів {\displaystyle X\setminus A}), якщо {\displaystyle X\setminus A} є скінченною (зокрема {\displaystyle \mu (X)=0}) є дійсним необмеженим зарядом.
- Нехай {\displaystyle X=[0,\ 1)} і {\displaystyle {\mathcal {A}}} є алгеброю породженою напівалгеброю інтервалів виду {\displaystyle [a,\ b)} для {\displaystyle 0\leqslant a\leqslant b\leqslant 1.} Елементами {\displaystyle {\mathcal {A}}} є скінченні диз'юнктні об'єднання  інтервалів вказаного виду. Нехай {\displaystyle f:X\to \mathbb {R} }  — довільна дійснозначна функція. Тоді якщо визначити {\displaystyle \mu _{f}([a,\ b))=f(b)-f(b)} і для всіх множин алгебри {\displaystyle {\mathcal {A}}} продовжити за адитивністю, то {\displaystyle \mu _{f}} є зарядом.

Вибираючи конкретні {\displaystyle f} можна одержати багато цікавих прикладів і контрприкладів зарядів. Нехай, наприклад, {\displaystyle f(x)=0} якщо {\displaystyle x} є ірраціональним числом або {\displaystyle x=0} і {\displaystyle f\left({m \over n}\right)=n} для раціональних чисел записаних через нескоротний дріб як {\displaystyle {m \over n}.} Тоді відповідний заряд {\displaystyle \mu _{f}} є дійсним але не обмеженим ні зверху ні знизу. Навіть більше для кожної множини {\displaystyle A\in {\mathcal {A}}} існують підмножини із зарядами більшими за будь-яке додатне число і підмножини із зарядами меншими за будь-яке від'ємне число.
Також {\displaystyle \mu _{f}} у цьому випадку є скінченно адитивном (за побудовою) але не σ-адитивним. Дійсно {\displaystyle \mu _{f}([0,\ 1))=f(1)-f(0)=1-0=1} і якщо {\displaystyle x_{i},\ i\geqslant 0} є строго зростаючою послідовністю додатних ірраціональних чисел для яких {\textstyle \lim _{i\to \infty }x_{i}=1} і {\displaystyle x_{0}=0} то {\textstyle [0,\ 1)=\bigcup _{i=0}^{\infty }[x_{i},\ x_{i+1})} але 
{\displaystyle \mu _{f}([,\ 1))=1\neq 0=\sum _{i=0}^{\infty }\mu _{f}([x_{i},\ x_{i+1})).}
- Нехай (X, Σ) є вимірним простором, {\displaystyle \nu } — міра на ньому і f: X → R — вимірна функція для якої

{\displaystyle \int _{X}\!|f(x)|\,d\nu (x)<\infty .}
Тоді на (X, Σ) можна ввести σ-адитивний заряд для якого
{\displaystyle \mu (A)=\int _{A}\!f(x)\,d\nu (x)}
для всіх A із Σ. Цей заряд є прикладом дійсного σ-адитивного заряду.
- Подібний приклад σ-адитивного заряду, що набуває значень +∞ можна одержати якщо послабити вимоги до функції f і замість абсолютної інтегровності вимагати виконання умови:

{\displaystyle \int _{X}\!f^{-}(x)\,d\nu (x)<\infty ,}
де f−(x) = max(−f(x), 0).

## Властивості

### Загальні вдастивості
Всюди нижче множини {\displaystyle A,B} належать деякій алгебрі {\displaystyle {\mathcal {A}}} підмножин множини X і {\displaystyle \mu } є зарядом на {\displaystyle {\mathcal {A}}}.
- Для довільної скінченної кількості множин {\displaystyle A_{i}\in {\mathcal {A}},\ i=1,\ldots ,n} для яких {\displaystyle A_{i}\cap A_{j}=\varnothing } для {\displaystyle i\neq j} виконується рівність (скінченна адитивність):

{\textstyle \mu \left(\bigcup _{i=1}^{n}A_{i}\right)=\sum _{i=1}^{n}\mu (A_{i}).}
- Якщо  {\displaystyle A\subset B} і {\displaystyle -\infty <\mu (A)<\infty } тоді  {\displaystyle \mu (B\setminus A)=\mu (B)-\mu (A).}
- Якщо  {\displaystyle A\subset B}, то з того, що {\displaystyle \mu (B)<\infty } випливає, що і {\displaystyle \mu (A)<\infty }; аналогічно, якщо {\displaystyle \mu (B)>-\infty } то і {\displaystyle \mu (A)>-\infty .}
- {\displaystyle \mu (A)+\mu (B)=\mu (A\cup B)+\mu (A\cap B).} Більш загально для скінченної кількості множин {\displaystyle A_{i}\in {\mathcal {A}},\ i=1,\ldots ,n} :

{\textstyle \sum _{i=1}^{n}\mu (A_{i})=\mu \left(\bigcup _{i=1}^{n}A_{i}\right)+\mu \left(\bigcup _{i\neq j}A_{i}\cap A_{j}\right)+\mu \left(\bigcup _{i<j<k}A_{i}\cap A_{j}\cap A_{k}\right)+\ldots +\mu \left(\bigcap _{i=1}^{n}A_{i}\right).}
- Заряд {\displaystyle \mu } є σ-адитивним тоді і тільки тоді коли для нього виконується умова неперервності знизу: для довільної неспадної послідовності {\displaystyle A_{i}\in {\mathcal {A}},\ i\geqslant 1}(тобто {\displaystyle A_{i}\subseteq A_{j}} при {\displaystyle i<j}) для якої  {\textstyle A=\bigcup _{n=1}^{\infty }A_{n}\in {\mathcal {A}}} виконується рівність: {\displaystyle \mu (A)=\lim _{i\to \infty }\mu (A_{n}).}
- Якщо {\displaystyle \mu } є дійсним зарядом, то він є σ-адитивним тоді і тільки тоді коли виконується якась із двох еквівалентних умов:
  1. Для довільної незростаючої послідовності {\displaystyle A_{i}\in {\mathcal {A}},\ i\geqslant 1}(тобто {\displaystyle A_{i}\supseteq A_{j}} при {\displaystyle i<j}) для якої  {\textstyle A=\bigcap _{n=1}^{\infty }A_{n}\in {\mathcal {A}}} виконується рівність: {\displaystyle \mu (A)=\lim _{i\to \infty }\mu (A_{n}).}
  2. Для довільної незростаючої послідовності {\displaystyle A_{i}\in {\mathcal {A}},\ i\geqslant 1} для якої  {\textstyle \bigcap _{n=1}^{\infty }A_{n}=\varnothing } виконується рівність {\displaystyle \lim _{i\to \infty }\mu (A_{n})=0.}

- Якщо {\displaystyle \mu } і {\displaystyle \nu } є зарядами, а {\displaystyle a,\ b} — дійсними числами,  то {\displaystyle a\cdot \mu +b\cdot \nu } теж є зарядом. Тому на просторі всіх зарядів на {\displaystyle (X,{\mathcal {A}})} можна ввести структуру дійсного векторного простору. Дійсні, обмежені, обмежені зверху чи знизу, σ-адитивні заряди утворюють векторні підпростори цього простору але множина додатних зарядів і множина мір не є векторними підпросторами. На множині зарядів на {\displaystyle (X,{\mathcal {A}})} також можна ввести відношення часткового порядку вважаючи, що {\displaystyle \mu \leqslant \nu } якщо {\displaystyle \mu (A)\leqslant \nu (A)} для всіх {\displaystyle A\in {\mathcal {A}}}. Це відношення узгоджується із векторною структурою простору: якщо {\displaystyle \mu \leqslant \nu } то {\displaystyle \mu +\rho \leqslant \nu +\rho } і {\displaystyle a\cdot \mu \leqslant a\cdot \nu } для будь-якого заряду {\displaystyle \rho } і додатного числа a.  Іншими словами заряди на {\displaystyle (X,{\mathcal {A}})} утворюють впорядкований векторний простір. Це ж твердження є істинним і для його підпросторів.

### Властивості обмежених зарядів
Нехай {\displaystyle \mathrm {ba} \;(X,\;{\mathcal {A}})} позначає множину обмежених зарядів на {\displaystyle (X,{\mathcal {A}})} і {\displaystyle \mathrm {ca} \;(X,\;{\mathcal {A}})} — множину σ-адитивних обмежених зарядів на {\displaystyle (X,{\mathcal {A}})}. Також для {\displaystyle \mu ,\nu \in \mathrm {ba} \;(X,\;{\mathcal {A}})} всюди нижче використовуються позначення 
{\displaystyle (\mu \land \nu )(A)=\inf _{B\subset A}(\mu (B)+\nu (A\setminus B))}
{\displaystyle (\mu \lor \nu )(A)=\sup _{B\subset A}(\mu (B)+\nu (A\setminus B))}
{\displaystyle \mu ^{+}=\mu \lor 0,\ \mu ^{-}=-\mu \lor 0,\ |\mu |=\mu ^{+}+\mu ^{-}.}
{\displaystyle \mu ^{+},\ \mu ^{-},\ |\mu |} називаються відповідно додатною, від'ємною і повною варіаціями заряду {\displaystyle \mu .}
- {\displaystyle \mu ^{+},\ \mu ^{-},\ |\mu |} є додатними обмеженими зарядами для яких  {\displaystyle \mu ^{+}\land \mu ^{-}=0} і {\displaystyle \mu =\mu ^{+}-\mu ^{-}} (розклад Жордана).
- Еквівалентно для додатної і від'ємної варіацій: 
{\displaystyle \mu ^{+}(A)=\sup _{B\subset A}(\mu (B))}
{\displaystyle \mu ^{-}(A)=-\inf _{B\subset A}(\mu (B)).}
- Для повної варіації: 
{\displaystyle |\mu |(A)=\sup _{B\subset A}(\mu (B)-\mu (A\setminus B))=\sup \left(\sum _{i=1}^{n}|\mu (A_{i})|\right)} де у останній рівності супремум береться по всіх розбиттях множини {\displaystyle A} як диз'юнктного об'єднання скінченної кількості множин {\displaystyle A_{i}\in {\mathcal {A}}.}
- Функції {\displaystyle \mu \land \nu } і {\displaystyle \mu \lor \nu } є обмеженими зарядами і є відповідно інфімумом і супремумом для множини {\displaystyle \{\mu ,\nu \}} у введеному вище відношенні часткового порядку. Таким чином {\displaystyle \mathrm {ba} \;(X,\;{\mathcal {A}})} із введеними вище структурою векторного простору і відношенням часткового порядку є векторною ґраткою (простором Ріса). Ця ґратка є обмежено повною, тобто кожна обмежена зверху множина зарядів має супремум, а обмежена знизу — інфімум.
- На просторі {\displaystyle \mathrm {ba} \;(X,\;{\mathcal {A}})} можна ввести норму:  {\displaystyle \|\mu \|=|\mu |(X).} Із цією нормою {\displaystyle \mathrm {ba} \;(X,\;{\mathcal {A}})} є повним нормованим простором.
- Якщо {\displaystyle \mu ,\nu \in \mathrm {ca} \;(X,\;{\mathcal {A}})} то також усі заряди {\displaystyle \mu ^{+},\ \mu ^{-},\ |\mu |} і {\displaystyle \mu \land \nu } з {\displaystyle \mu \lor \nu } теж належать {\displaystyle \mathrm {ca} \;(X,\;{\mathcal {A}}).} Таким чином {\displaystyle \mathrm {ca} \;(X,\;{\mathcal {A}})} є векторною підґраткою {\displaystyle \mathrm {ba} \;(X,\;{\mathcal {A}}).} Більше того ця підґратка є нормальною тобто, якщо деяка множина зарядів із {\displaystyle \mathrm {ca} \;(X,\;{\mathcal {A}})} має супремум у {\displaystyle \mathrm {ba} \;(X,\;{\mathcal {A}}),} то він також є елементом {\displaystyle \mathrm {ca} \;(X,\;{\mathcal {A}})} і якщо для {\displaystyle \mu ,\nu \in \mathrm {ba} \;(X,\;{\mathcal {A}})}виконується нерівність {\displaystyle |\mu |\leqslant |\nu |} і також {\displaystyle \nu \in \mathrm {ca} \;(X,\;{\mathcal {A}})} то і {\displaystyle \mu \in \mathrm {ca} \;(X,\;{\mathcal {A}}).} Окрім того {\displaystyle \mathrm {ca} \;(X,\;{\mathcal {A}})} є замкнутим підпростором {\displaystyle \mathrm {ba} \;(X,\;{\mathcal {A}})} згідно відповідної норми. Відповідно {\displaystyle \mathrm {ca} \;(X,\;{\mathcal {A}})} теж є обмежено повною ґраткою і повним нормованим простором.

### Теореми про розклад
Для довільних зарядів {\displaystyle \mu ,\nu } які або одночасно не приймають значення {\displaystyle \infty } або одночасно не приймають значення {\displaystyle -\infty } можна аналогічно ввести {\displaystyle \mu \land \nu } і {\displaystyle \mu \lor \nu }. Також для довільного заряду {\displaystyle \mu } можна позначити {\displaystyle \mu ^{+}} і {\displaystyle \mu ^{-}} заряди одержані за означенням як {\displaystyle \mu ^{+}(A)=\sup _{B\subset A}(\mu (B))} і {\displaystyle \mu ^{-}(A)=-\inf _{B\subset A}(\mu (B)).} Тоді {\displaystyle \mu ^{+}} і {\displaystyle \mu ^{-}} є додатними зарядами.
Теорема про розклад Жордана у загальному випадку стверджує, що якщо {\displaystyle \mu } не приймає значення {\displaystyle \infty } то {\displaystyle \mu ^{+}-\mu =\mu ^{-},}  якщо {\displaystyle \mu } не приймає значення {\displaystyle -\infty } то {\displaystyle \mu ^{-}+\mu =\mu ^{+}} і {\displaystyle \mu =\mu ^{-}+\mu ^{+}} якщо і тільки якщо {\displaystyle \mu } є обмеженим знизу або обмеженим зверху. Зокрема розклад Жордана {\displaystyle \mu =\mu ^{+}-\mu ^{-}} існує для довільних обмежених зарядів і σ-адитивних зарядів на σ-алгебрі. В останньому випадку {\displaystyle \mu ^{+}} і {\displaystyle \mu ^{-}}  будуть мірами. 
Також розклад Жордана існує тоді і лише тоді, коли {\displaystyle \mu ^{+}\land \mu ^{-}=0} і якщо {\displaystyle \mu =\mu _{1}-\mu _{2}} і {\displaystyle \mu _{1}\land \mu _{2}=0} для додатних зарядів {\displaystyle \mu _{1},\ \mu _{2}} то {\displaystyle \mu _{1}=\mu ^{+},\ \mu _{2}=\mu ^{-}.}
Теорема Гана про розклад стверджує, що якщо {\displaystyle \mu } є обмеженим знизу або обмеженим зверху то для довільного додатного числа {\displaystyle \varepsilon >0} існує така множина {\displaystyle A\in {\mathcal {A}},} що для довільних {\displaystyle B,C\in {\mathcal {A}},} якщо {\displaystyle B\subset A} то {\displaystyle \mu (B)<\varepsilon } і якщо {\displaystyle C\subset X\setminus A} то {\displaystyle \mu (C)>-\varepsilon .}
Якщо додатково {\displaystyle \mu } є σ-адитивним зарядом на σ-алгебрі то існує така множина {\displaystyle A\in {\mathcal {A}},} що для довільних {\displaystyle B,C\in {\mathcal {A}},} якщо {\displaystyle B\subset A} то {\displaystyle \mu (B)\leqslant 0} і якщо {\displaystyle C\subset X\setminus A} то {\displaystyle \mu (C)\geqslant 0.} До того ж у цьому випадку якщо {\displaystyle A,A'\in {\mathcal {A}}} є двома такими множинами то для симетричних різниць {\displaystyle A\triangle A'=0} і {\displaystyle (X\setminus A)\triangle (X\setminus A')=0.} Розклад Жордана у цьому випадку можна також отримати як {\displaystyle \mu ^{-}(B)=\mu (B\cap A)} і {\displaystyle \mu ^{+}(B)=\mu (B\setminus A).}
Заряд {\displaystyle \nu } на {\displaystyle (X,{\mathcal {A}})} називається абсолютно неперервним щодо заряду {\displaystyle \mu } на {\displaystyle (X,{\mathcal {A}})}, якщо для кожного {\displaystyle \varepsilon >0} існує {\displaystyle \delta >0}, таке, що для кожної множини {\displaystyle A\in {\mathcal {A}}}, якщо {\displaystyle |\mu |(A)<\delta } то {\displaystyle |\nu (A)|<\varepsilon .} Із цієї властивості випливає властивість слабкої абсолютної неперервності: {\displaystyle \nu } називається слабко абсолютно неперервним щодо {\displaystyle \mu }заряду {\displaystyle \mu }, якщо для кожної множини {\displaystyle A\in {\mathcal {A}}}, із того, що {\displaystyle |\mu |(A)=0} випливає, що {\displaystyle \nu (A)=0.} У випадку якщо {\displaystyle \mu } є додатним зарядом, то ці два поняття є еквівалентними. Нехай {\displaystyle \mu ,\nu \in \mathrm {ba} \;(X,\;\Sigma )}.  Тоді заряд {\displaystyle \nu } єдиним чином можна подати у вигляді суми {\displaystyle \nu =\nu _{1}+\nu _{2}}, де {\displaystyle \nu _{1}} є абсолютно неперервним щодо {\displaystyle \mu } і {\displaystyle \nu _{2}} є сингулярною із {\displaystyle \mu }. Такий розклад міри {\displaystyle \nu } прийнято назвати розкладом Лебега. 
Додатний заряд {\displaystyle \nu \in \mathrm {ba} \;(X,\;\Sigma )} називається чисто скінченно адитивним, якщо для будь-якої додатної зліченно-адитивної міри {\displaystyle \mu } з {\displaystyle 0\leqslant \mu \leqslant \nu } випливає, що {\displaystyle \mu =0}. Довільний заряд називається чисто скінченно адитивним, якщо такими є заряди {\displaystyle \nu ^{+}} і {\displaystyle \nu ^{-}}.
Будь-який заряд {\displaystyle \nu \in \mathrm {ba} \;(X,\;\Sigma )} єдиним чином записується у вигляді суми {\displaystyle \nu =\nu _{ca}+\nu _{pfa}}, де {\displaystyle \nu _{ca}} — зліченно-адитивний заряд, а {\displaystyle \nu _{pfa}} — чисто скінченно адитивний заряд. Такий розклад також називається розкладом Йосиди — Г'юїта.